# التعليم في روما القديمة

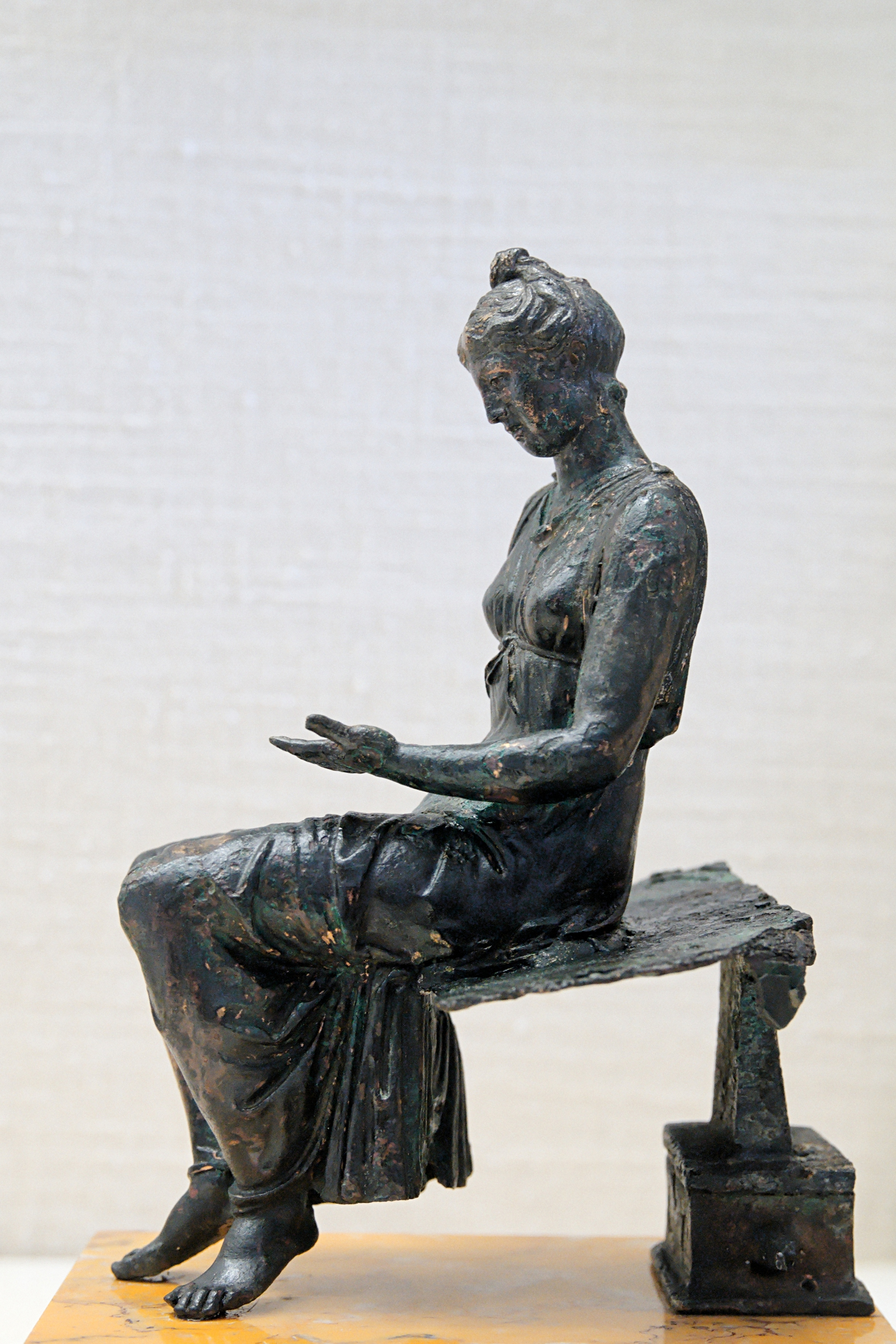
تمثال صغير من البرونز لفتاة تقرأ (القرن الأول)

التعليم في روما القديمة أثر على تطوير الأنظمة التعليمية في مختلف أرجاء الحضارة الغربية. وفي غضون عدة قرون قليلة، انتقلت روما من نظام التعليم غير الرسمي، الذي كان يتم تمرير المعارف من خلاله من الآباء إلى الأطفال، إلى نظام طبقي أكثر تخصصًا يضم المدارس المستوحاة من ممارسات التعليم اليونانية. وقد ضمن ارتقاء روما إلى مكانة عالمية استمرار منهجيتها ومنهجها وانتشاره في مختلف المناطق التي حكمتها روما.

## التعليم في الجمهورية
منذ تأسيس روما، والذي يعود تقليديًا إلى العام 753 قبل الميلاد، وحتى منتصف القرن الثالث قبل الميلاد، لم يكن هناك أي دليل على وجود أي تعليم أكثر من التعليم البدائي. وفي الغالب، كان المعلمان الرئيسيان للطفل هما والده ووالدته. وكان أولياء الأمور يقومون بتعليم أطفالهم المهارات اللازمة للحياة في الجمهورية الأولى، أي الزراعة والمهارات المنزلية والعسكرية. وعلى الرغم من ذلك، فإن الأهم من ذلك كانت المسئوليات الأخلاقية والمدنية المتوقعة من مواطني الجمهورية، والمتعلقة بغرس سمات vir bonus أو «المواطن الجيد». وفي أولى مراحله، لم يكن التعليم الروماني يوفر المهارات الأساسية اللازمة للحياة، بل كان ينشر كذلك mos maiorum، وهي القواعد الاجتماعية التقليدية التي كانت وسيلة لخلق مجتمع يتسم بالتماسك.
وقد ظهرت المدارس الأولى في روما تقريبًا في منتصف القرن الرابع قبل الميلاد، في نفس الوقت الذي ظهر فيه ارتقاء طبقة العوام إلى السلطة السياسية. وكان يطلق على هذه المدارس اسم ludi (مفردها: ludus)، وهي كلمة لاتينية تعني «مرح»، وعلى غرار «مدارس التعليم المبكر» المرح"" المعاصرة، كانت تلك المدارس تهتم بالتنشئة الاجتماعية الأساسية والتعليم البدائي للأطفال من صغار السن. وفي النصف الثاني من القرن الثالث قبل الميلاد، يعزى الفضل إلى عبد سابق اسمه سبوريوس كارفيليوس (Spurius Carvilius Ruga) في افتتاح أول مدرسة ludus للتعليم المبكر الحر، مما أدى إلى إيجاد مهنة التعليم في روما القديمة. وبقي التعليم المنظم نادرًا بشكل نسبي، ولم يكن هناك إلا أقل القليل من المصادر أو الروايات المتعلقة بعملية التعليم الروماني حتى القرن الثاني قبل الميلاد.

## التعليم الروماني في الفترة التالية
مع ارتقاء الجمهورية الرومانية إلى أوج مجدها ثم الوصول إلى مرحلة الإمبراطورية الرومانية، وجد نظام التعليم الروماني أخيرًا شكله النهائي. وقد تم تأسيس المدارس الرسمية، والتي كانت تخدم طبقة الطلاب الذين يدفعون نظير تعليمهم، وقد تواجد شكل من أشكال التعليم العام المجاني في أبسط أشكاله. وكان يتم تعليم الأولاد والبنات، رغم أنه كان من الممكن أن يتم فصلهما عن بعضهما البعض.
وبعد الفتوحات العسكرية المتعددة في الشرق اليوناني، تبنى الرومان مجموعة من المفاهيم التعليمية اليونانية وأضافوها إلى النظام الوليد الخاص بهم. وكان يتم تعليم طلاب الرومان (خصوصًا في مرحلة التعليم الابتدائي) بطريقة تشبه طريقة تعليم أطفال اليونانيين، وكان التعليم يتم في بعض الأحيان على يد العبيد اليونان الذين كانوا يميلون إلى التعليم. لكن كانت تظهر فروقات بين نظام التعليم اليوناني ونظام التعليم الروماني في أعلى طبقات التعليم.
فقد كان الطلاب الرومان الذين يرغبون في متابعة أعلى مستويات التعليم يتوجهون إلى اليونان لدراسة الفلسفة، مع تطور النظام الروماني لتعليم الكلام والقانون والوقار.
وفي نظام يشبه بشدة ذلك النظام المسيطر في العالم المعاصر، قام نظام التعليم الروماني الذي تم تطويره بترتيب المدارس في شكل طبقات. وقد أدرك المعلم كوينتيليان (Quintilian) أهمية بدء التعليم في وقت مبكر قدر الإمكان، وقد قال «الذاكرة... ليست فقط موجودة لدى الأطفال من صغار السن، ولكنها تكون فعالة بشكل خاص في هذه المرحلة العمرية». وكان الطالب الروماني يتدرج في المدارس تمامًا مثل الطالب المعاصر الذي ينتقل من المدرسة الابتدائية إلى المدرسة الثانوية، ثم ينتقل إلى الكلية والجامعة في النهاية.
وكان هذا التدرج يعتمد على القدرة بشكل أكبر من الفترة العمرية مع التركيز بشدة على ingenium أو «الموهبة» الفطرية لدى الطالب للتعلم، بالإضافة إلى التركيز الضمني بشكل أكبر على قدرة الطالب على تحمل مستويات التعليم العالية.
ويمكننا أن نلاحظ تناقضات هامة توجد بين هذا التعليم والتعليم الرسمي الذي نعرفه اليوم. ففي العالم المعاصر، يسعى الطالب دائمًا نحو الوصول إلى مستويات أعلى من التعليم لاكتساب المهارات والشهادات اللازمة للعمل في مجال مرموق. وعلى النقيض من ذلك، كانت النخب فقط هي من تتوقع الحصول على التعليم الرسمي الكامل. أما التاجر أو المزارع، فقد كان يتوقع أن يحصل على القدر الأغلب من مهاراته من خلال عمله. فقد كان التعليم العالي في روما رمزًا للحالة أكثر منه هدفًا للاهتمام العملي.

## التأثيرات التي وقعت على التعليم الروماني
قبل القرن الثالث قبل الميلاد، كان نظام التعليم الروماني مرتبطًا بشكل وثيق بالمعهد الروماني patria potestas، حيث كان للوالد، والذي يعد قمة الهرم في المنزل (paterfamilias)، الحق المطلق، بموجب القانون، على أطفاله. وحتى عام 272 قبل الميلاد، مع السيطرة على تارينتم (Tarentum) وضم صقلية في عام 241 قبل الميلاد، والفترة التي تبعت الحرب البونية الأولى، لم يكن الرومان قد تأثروا بالفكر ونمط الحياة اليوناني، وفقط في تلك الفترة، وجدوا الفراغ لدراسة الآداب.
وقد تم بيع أسير يوناني من تارينتم اسمه ليفيوس أندرونيكوس (Livius Andronicus) كعبد، وتم تعيينه معلمًا لأطفال سيده. وبعد حصوله على حريته، استمر في الحياة في روما وأصبح أول مدرس (معلم خاص) يتبع أساليب التعليم اليونانية وقام بترجمة الأوديسي  لهوميروس إلى الشعر اللاتيني على الوزن الزحلي.
ومع زيادة حجم روما وزيادة نفوذها، بعد الحروب البونية، بدأت أهمية الأسرة كوحدة مركزية في المجتمع الروماني في الانهيار. ومع هذا الانهيار، أخذ النظام الروماني القديم الخاص بالتعليم والذي كان يقوم على paterfamilias.
وبدأ نظام التعليم الجديد في التركيز بشكل أكبر على النظام الذي رآه الرومان لدى الرومان الهلنستيين ثم في مراكز التعليم الهامة مثل الإسكندرية بعد ذلك.
وقد أخذ في التحول إلى نظام تعليمي أدبي.
لقد كان موقف اليونان مثاليًا لتأسيس نظام التعليم الأدبي، لأنهم هم من قاموا بكتابة الأعمال الفنية الرائعة، مثل هوميروس و[هيسيود (Hesiod) بالإضافة إلى شعراء الشعر الغنائي اليوناني القديم. ولقد كان السبب في غياب الأسلوب الأدبي للتعليم عن الحياة الرومانية يرجع إلى حقيقة أن روما كانت تفتقد إلى أي أدب قومي. وقد كانت الفنون العسكرية هي كل ما يمكن أن تتحمل روما أن تقضي الوقت في دراسته. وقد كان الرومان، في الفترات التي لم يكونوا يشنون فيها الحروب، يخصصون هذا الوقت المتبقي منهم للزراعة. لقد كان اهتمام روما ينصب على البقاء، سواء من خلال الدفاع أو من خلال السيطرة. وحتى ظهور إينيوس (Ennius) (239-169 قبل الميلاد)، الأب الروحي للشعر الروماني، لم تكن روما قد شهدت أي نوع من أنواع الأدب القومي.
وفي حين أن الرومان قد تبنوا العديد من أوجه التعليم اليوناني، كان هناك أمران معينان ينظر إليهما على أنهما من توافه الأمور: الموسيقى والألعاب الرياضية. لقد كانت الموسيقى بالنسبة لليونانيين عنصرًا أساسيًا في النظام التعليمي، وارتبطت بشكل مباشر بأسلوب تعليم paideia اليوناني. وقد كانت الموسيقى (Mousike) تغطي كل تلك الموضوعات التي يشرف عليها الشعراء (Muses)، والتي تشبه الفنون الليبرالية المعاصرة. والعناصر التي اعتبرها الكثير من الرومان على أنها غير ضرورية تشبه تعريفنا ونظرتنا الحالية للموسيقى. وبالنسبة لليونانيين، كانت القدرة على العزف على واحدة من الأدوات الموسيقية علامة تحضر وتعليم الرجل، ومن خلال التعليم في كل مجالات الموسيقى، كان يُعتقد أن الروح يمكن أن تصبح أكثر اعتدالاً وتهذيبًا. ولم يكن الرومان يتفقون معهم في هذه النظرة، ومع ذلك، فإنهم تبنوا وجهة واحدة للموسيقى: وهي الأدب اليوناني.
وقد كانت الألعاب الرياضية بالنسبة لليونانيين وسيلة للحصول على جسم صحي ورشيق، والتي كانت بمثابة غاية في حد ذاتها، ثم طوروا بعد ذلك عشقهم للمنافسات. ورغم ذلك، فإن الرومان لم يتفقوا معهم في هذا الموقف، لأنهم كانوا يعتقدون أن الألعاب الرياضية ما هي إلا وسيلة للوصول بالجنود إلى حالة بدنية جيدة.
ويمثل ذلك واحدًا من الفروق الرئيسية بين الثقافتين ونظرتهم للتعليم: حيث كان ينظر اليونانيون إلى الجمال أو النشاط على أنه غاية في حد ذاتها، وبالتالي تكون ممارسة مثل هذا النشاط أمرًا مفيدًا. أما الرومان، على النقيض، فكانت عقولهم أكثر عملية عندما كان الأمر يتعلق بتعليم أطفالهم. فبالنسبة لهم، كما يبدو، لم تكن موضوعات الدراسة جيدة إلا إذا كانت تخدم هدفًا أو غاية أسمى خارج إطار هذا الموضوع ذاته.